# 中国金瓶梅学会
中国金瓶梅学会又名中国金瓶梅研究会，1989年6月建立的以明朝兰陵笑笑生《金瓶梅》为学术研究对象的学术组织，是非营利性组织和民间自愿性学术团体，

## 沿革
1989年6月，中国金瓶梅学会建立，该组织主要通过“《金瓶梅》学术讨论会”交流沟通见解和成果，官方刊物是《金瓶梅研究》。
2003年6月9日，中华人民共和国民政部发出41号公告，取消了包括中国金瓶梅学会在内的63个社团开战学术研究的资格。
2004年2月26日，中国金瓶梅学会的成员在上海市复旦大学重新组建“中国金瓶梅研究会”，官方刊物是《金瓶梅研究》。

## 重要人物

### 首届
- 会长：刘辉
- 副会长：王汝梅、吴敢、张远芬、周钧韬、黄霖
- 秘书长：吴敢

### 第二届
- 理事：冯其庸
- 会长：黄霖
- 副会长：吴敢、王平、陈东有、何香久、卜键、陈益源、陈维昭、许建平、张进德、霍现俊
- 秘书长：吴敢兼
- 副秘书长：陈维昭、霍现俊